# قورصو
قورصو بلدية تقع في الجهة الغربية لولاية بومرداس والتي بدورها تقع شرق الجزائر العاصمة . تمتاز بلدية قورصو بشاطئ بحري لا زال لم تمسه البنايات إضافة إلى إقامة جامعية خاصة بالذكور واخرى للإناث.
ويوجد في بلدية قورصو مركز تكوين مهني ومكرز تكوين خاص بذوي الاحتياجات تاخاصة وكذلك مجمع للتبريد ومجمعين لتربية الدجاج الموجه للاستهلاك ومركز الردم التقني للنفيات، بالإضافة إلى أنها ذات ميزة فلاحية بدرجة الأولى خاصة الحمضيات.
تبعد عن مقر الولاية ب3 كلم يحدها شرقا بلدية بودواو وبودواو البحري وغربا بلدية بومرداس وتجلابين وجنوبا بلدية قدارة تعتبر البوابة الرئيسية للولاية بصفة عامة من الجهة الغربية يمر عليها الطريق الوطني رقم 05 والطريق الجديد الرابط بين برج منايل تيبازة وطريق زرالدة بودواو

## الوديان
يتضمن إقليم هذه البلدية العديد من الوديان منها:
- وادي قورصو

## مواضيع ذات صلة
- بلديات ولاية بومرداس
- دوائر ولاية بومرداس